# أحمد مرجان
أحمد مرجان عازف وموسيقي وقائد أوركسترا عسكرية سوداني بارز عمل ضابطاً في القوات المسلحة السودانية وهو ملّحن النشيد الوطني السوداني.

## الميلاد والنشأة
ولد أحمد مرجان في عام 1905 م، في الكوة بمنطقة النيل الأبيض بالسودان ونشأ وسط مجتمع صوفي ثم انتقل مع والده إلى مدينة أم درمان.

## تعليمه
تلقى تعليمه أولاً في المدارس القرآنية المعروفة باسم الخلاوي في مسقط رأسه ثم التحق بعدها بالمدارس النظامية.

## مشواره الفني والعسكري
استهوت أحمد مرجان منذ صغره الموسيقى العسكرية وأناشيد الجيش، فالتحق بقوة دفاع السودان في عام 1914 كمجند تحت التمرين. وفي عام 1923 تم تعيينه في رتبة جندي، وتدرج في الرتب العسكرية حتى وصل إلى رتبة الصول في عام 1942 وفي سبتمبر / أيلول 1952 ترفي إلى رتبة ملازم وتواصلت ترقياته حتى وصل رتبة عقيد قبل تقاعده في عام 1973. وشارك في عمليات عسكرية أهمها معركة الكداديس بالقرب من مدينة القضارف.

## أعماله الفنية
ألف أحمد مرجان العديد من المقطوعات الموسيقية والمارشات العسكرية الحماسية. وبرزت شهرته في العديد من جوانب الموسيقى من هارموني وتوزيع موسيقي وتأليف موسيقي وقيادة الموسيقى وتنمية الأصوات بالبيانو.

## الألات الموسيقية
برع أحمد مرجان في عزف عدد من الآلات الموسيقية منها:
- الكلارنيت
- الساكسفون
- البيانو
- الكمان

## إنتاجه الموسيقي
يشمل انتاجه في المقطوعات العسكرية الحماسية ما يلي:
- مارش ميري
- مارش شلكاوي نمرة 1 ونمرة 3
- مارش 9 بنداوي ومارش 11 بنداري
- مارش ود الشريف
- مارش علي دينار
- مارش 7 كرينتاوي
- مارش كرري
- مارش قرب
- مارش 9 كريشاوي
- مارش زمن يادنيا
- 8 مارش الآثار
- نوبة مساء بالترمبيتة
- مارش نمرة 6
- مارش الأمل
- مارش حامية الخرطوم
- مارش 13 جي أورطة

أما المقطوعات الموسيقية المدنية فشملت:
- إشراقة
- روك سوداني
- الصباح
- النونج
- زهور
- أمسيات بحر الغزال
- سامبا الرجاف
- الروصيرص
- عواطف
- موسيقى النهر
- الربيع
- وحي الجمال
- توست الزهرة
- تانجو
- مساء
- غراميات

### النشيد الوطني
من أشهر أعماله الموسيقية هو تأليف موسيقى قصيدة نحن جند الله جند الوطن للشاعر أحمد محمد صالح، والتي أصبحت لاحقاً نشيدا لقوة دفاع السودان، نواة الجيش السوداني الحالي، ثم أختيرت معزوفة رسمية عرفت بالسلام الجمهوري السوداني إبان الاستقلال في عام 1956 وصارت فيما بعد النشيد الوطني السوداني.
وتعود قصته مع النشيد الوطني إلى منتصف العام 1955 م عندما طلب الرئيس إسماعيل الأزهري رئيس مجلس السيادة السوداني من وزير الشئوون الاجتماعية العمل على اعداد نشيد وطني من خلال مسابقة عامة حول لحن لكلمات نشيد الجيش نحن جند الله جند الوطن التي ألفها الشاعر احمد محمد صالح، وشارك في المسابقة أحمد مرجان ليفوز بها بعد مجهود استغرق شهرين من التلحين التاليف والتدوين والتمرين للأبيات الأربع الأولى للقصيدة في منزله بثكنة الضباط بالخرطوم بحري ليتم عزفها لأول مرة كمعزوفة رسمية في مقر قيادة سلاح الموسيقى التابع للقوات المسلحة السودانية بمدينة أم درمان.

## مساهمته في تطوير الموسيقى السودانية
برزت مساهماته في تطوير الموسيقى السودانية خاصة في اللونية العسكرية منها وذلك من خلال مجهوداته المتعددة في هذا الشأن حيث افتتح مدرسة لتعليم الموسيقى بمنزله في أم درمان ولكنه لم يستمر فيها فأغلقها لانعدام الدعم المالي لها.
وعندما تم التفكير في إنشاء معهد للموسيقى في السودان عام 1969 م كان أحمد مرجان ضمن المؤسسين له وعمل فيه معلماً للموسيقى
كما قام في ستينيات القرن الماضي بتعليم العزف على الآلات الموسيقية وتدوين الألحان على النوتة كالبيانو لبعض الفنانين أمثال محمد وردي وعبد الكريم الكابلي وصلاح بن البادية وشرحبيل أحمد.

## جوائزه
نال أحمد مرجان العديد من الجوائز التقديرية والأوسمة والنياشين العسكرية بالسودان وبريطانيا ومصر وهي:
- وسام الثورة
- وسام النصر
- وسام الخدمة الطويلة الممتازة
- وسام الوحدة الوطنية
- وسام الإستحقاق
- نوط الاستقلال
- نوط الجلاء
- نجمة الحرب العالمية الثانية
- نجمة فؤاد المصرية
- وسام الملكة إليزابيث البريطاني
- صليب فكتوريا البريطاني

## وفاته
توفي أحمد مرجان في عام 1973م بإم درمان في السودان.